# Roney Facchini
Roney Macedo Facchini (São Paulo, 6 de fevereiro de 1953) é um ator e apresentador brasileiro. De 1990 a 1994, interpretou Luís em Rá-Tim-Bum.
Esteve em cartaz no teatro com o monólogo A Alegria do Palhaço, de Antonio Rocco, no teatro Next, em São Paulo. Em 1997, se formou em engenharia civil pela Escola de Engenharia Mauá.

## Carreira

### Na televisão
| Ano     | Título                      | Personagem                             | Notas                                                          |
| ------- | --------------------------- | -------------------------------------- | -------------------------------------------------------------- |
| 1989-92 | Rá-Tim-Bum                  | Luís da Silva                          |                                                                |
| 1993    | Retrato de Mulher           | Paulo                                  | Episódio: "Era Uma Vez... Luciana"                             |
| 1995    | As Pupilas do Senhor Reitor | Malaquias                              |                                                                |
| 1995    | Telecurso 2000              | Tom                                    |                                                                |
| 1997    | Realidade                   | Apresentador                           |                                                                |
| 1997-10 | Mundo na TV                 | Vários personagens                     |                                                                |
| 1998    | Pérola Negra                | Leon Weinstein                         |                                                                |
| 1999    | Ô... Coitado!               | Catraca                                | Episódio: "Uma Linda Mulher"                                   |
| 2001    | Roda da Vida                | Frederico                              |                                                                |
| 2004    | Malhação                    | Gérard                                 |                                                                |
| 2005    | Meu Cunhado                 | Mr. Bob                                | 2 episódios                                                    |
| 2005    | Carandiru, Outras Histórias | Senador Guido                          | Episódio: "Love Story II"                                      |
| 2005    | Bang Bang                   | Nicola Fellini                         |                                                                |
| 2005    | A Diarista                  | Elano                                  | Episódio: "Aquele do Nudismo"                                  |
| 2006    | Minha Nada Mole Vida        | Manuel                                 | Episódio: "Piada de Português"                                 |
| 2008    | Malhação                    | Armando                                |                                                                |
| 2009    | Caras & Bocas               | Ernani Molinari                        |                                                                |
| 2010    | S.O.S. Emergência           | Milton                                 | Episódio: "Hora de Ir pra Cama"                                |
| 2010    | Separação?!                 | Vice-presidente da empresa             |                                                                |
| 2010    | Diversão & Cia              | Edgar                                  |                                                                |
| 2011    | Amor em Quatro Atos         | Guido                                  | Episódio: "Folhetim"                                           |
| 2011    | Macho Man                   | Fréderics                              |                                                                |
| 2012    | Cheias de Charme            | Empresário que apresenta Otto na festa | Participação Especial                                          |
| 2012    | Adorável Psicose            | Hans                                   | Episódio: "Os Sapatos De Rubi"                                 |
| 2013    | Pé na Cova                  | Lourival                               | Episódio: "A Ausência do Pai" Episódio: "Freud Nunca Explicou" |
| 2013    | O Dentista Mascarado        | Confeiteiro Maluco                     | Episódio: "A Cavidade Profunda"                                |
| 2014    | A Teia                      | Nestor Muniz                           | Episódio: ""                                                   |
| 2016    | A Secretária do Presidente  | Onofre                                 | 5 episódios                                                    |
| 2016    | Lili, a Ex                  | Pierre                                 | Episódio: "A Reginalda"                                        |
| 2016    | Unidade Básica              | Emídio                                 | Episódio: "Demerval"                                           |
| 2017    | Prata da Casa               | Dr. Gilberto                           | Episódio: "In Cannabis Veritas"                                |
| 2017-19 | A Vida Secreta dos Casais   | Ernani                                 | 6 episódios                                                    |
| 2018-19 | Rio Heroes                  | Rogério                                |                                                                |
| 2020    | Hebe                        | Rubens Prado                           |                                                                |

### No cinema
| Ano  | Título                              | Personagem                    | Notas                        |
| ---- | ----------------------------------- | ----------------------------- | ---------------------------- |
| 1987 | O Nariz                             |                               | Curta-metragem               |
| 1988 | Lua Cheia                           | Montês                        |                              |
| 1989 | Mentira                             |                               | Curta-metragem               |
| 1990 | Beijo 2348/72                       | Ele mesmo                     |                              |
| 1991 | Não Quero Falar Sobre Isto agora    |                               |                              |
| 1992 | Oswaldianas                         | Advogado                      | Segmento: "A Princesa Radar" |
| 1992 | PR Kadeia                           | Radialista 5                  | Curta-metragem               |
| 1994 | O Construtor de Sonhos              | Franco Zampari (apresentador) |                              |
| 2005 | Eliana em o Segredo dos Golfinhos   | Gonzalez                      |                              |
| 2005 | O Caderno Rosa de Lori Lamby        | —                             | Curta-metragem               |
| 2009 | Professor Godoy                     | Godoy                         | Curta-metragem               |
| 2011 | Cilada.com                          | Dr. Elísio                    |                              |
| 2012 | O Fim do Filme                      | —                             | Curta-metragem               |
| 2013 | Vai que Dá Certo                    | Durval                        |                              |
| 2014 | A Cidade imaginária                 | Atílio                        |                              |
| 2014 | Eric                                | Ele mesmo                     | Curta-metragem               |
| 2015 | Meu Amigo Hindu                     | Carlos                        |                              |
| 2016 | O Escaravelho do Diabo              | Professor                     |                              |
| 2016 | Uma Noite em Sampa                  | Atílio                        | [ 4 ]                        |
| 2016 | Amazon Obhijaan                     | Dr. Ditmer                    |                              |
| 2017 | Polícia Federal: A Lei É para Todos | Paulo Roberto Costa           | [ 5 ]                        |
| 2019 | Albatroz                            | Ibson                         |                              |

### Teatro
- 2008 - O Elipse
- A Alegria do Palhaço
- 2009 - Uma mulher de vestido preto (direção)